# Bronnegerveen
Bronnegerveen (52° 57′ N, 6° 50′ L) é uma cidade dos Países Baixos, na província de Drente. Bronnegerveen pertence ao município de Borger-Odoorn, e está situada a 19 km, a leste de Assen.
A área de Bronnegerveen, que também inclui as partes periféricas da cidade, bem como a zona rural circundante, tem uma população estimada em 90 habitantes.